# Rivière Étienne (rivière Shipshaw)
La rivière Étienne est un affluent de la rivière Shipshaw (via le lac La Mothe), coulant sur la rive Nord-Ouest du fleuve Saint-Laurent, dans le territoire non organisé du Mont-Valin et la municipalité de Saint-David-de-Falardeau, dans la municipalité régionale de comté de Le Fjord-du-Saguenay, dans la région administrative de Saguenay-Lac-Saint-Jean, dans la Province de Québec, au Canada.
La partie inférieure du bassin versant de cette rivière est desservie par des routes forestières pour les besoins de la foresterie et des activités récréotouristiques, notamment la route forestière R0258,,.
La foresterie constitue la principale activité économique du secteur ; les activités récréotouristiques, en second.
La surface de la rivière Étienne est habituellement gelée de la fin novembre au début avril, toutefois la circulation sécuritaire sur la glace se fait généralement de la mi-décembre à la fin mars.

## Géographie
Les principaux bassins versants voisins de la rivière Étienne sont :
- Côté Nord : ruisseau Bérubé, ruisseau Henry-C, rivière Nisipi, rivière Shipshaw, rivière de la Tête Blanche, lac Onatchiway, Petit lac Onatchiway ;
- Côté Est : ruisseau Lynx, rivière Saint-Louis (rivière Valin), Bras du Nord, rivière Wapishish, lac Moncouche ;
- Côté Sud : ruisseau Nempêche, rivière Shipshaw, ruisseau Miours, coulée des Genoux, Bras du Nord ;
- Côté Ouest : lac La Mothe, lac Tchitogama, rivière Blanche (rivière Péribonka), lac Vermont, lac à l’Ours, rivière Shipshaw, rivière Péribonka[2].

La rivière Étienne prend sa source d’un ruisseau de montagne (altitude : 472 m). Cette source est située dans le territoire non organisé de Mont-Valin à :
- 3,3 km à l’Est du lac La Mothe ;
- 4,7 km au Nord-Est de l’embouchure de la rivière Étienne (confluence avec le lac La Mothe) ;
- 1,9 km à l’Est de la route forestière R0258 ;
- 7,9 km au Nord du barrage Betsy à l’embouchure du lac La Mothe (lequel est traversé par la rivière Shipshaw)[2],[5].

À partir du lac de tête, la rivière Étienne coule sur 6,1 km, entièrement en zone forestière, selon les segments suivants :
- 4,4 km vers le Sud, jusqu’à la décharge (venant du Nord) du lac Georges ;
- 1,7 km vers le Sud-Ouest en entrant dans la municipalité de Saint-David-de-Falardeau, jusqu’à l’embouchure de la rivière[2].

La rivière Étienne se déverse au fond d’une petite baie sur la rive Est du lac La Mothe (longueur : 20,3 km ; longueur : 7,3 km ; altitude : 293 m), lequel est traversé vers le Sud par la rivière Shipshaw. L'embouchure de la rivière Étienne est située à :
- 18,6 km au Nord-Est du barrage à l’embouchure du lac Onatchiway lequel est traversé par la rivière Shipshaw ;
- 3,2 km au Nord du barrage Betsy à l’embouchure du lac La Mothe ;
- 32,7 km au Nord de l’embouchure de la rivière Shipshaw ;
- 67 km au Sud du barrage à l’embouchure du lac Pamouscachiou (réservoir Pipmuacan)[2],[6].

## Toponymie
Le terme « Étienne » constitue un patronyme de famille d’origine française.
Le toponyme de « rivière Étienne » a été officialisé le 5 décembre 1968 à la Banque des noms de lieux de la Commission de toponymie du Québec.